# Воронино (Свердловская область)
Воронино — деревня в Режевском городском округе Свердловской области, Россия.

## География
Деревня Воронино муниципального образования «Режевского городского округа» расположена в 28 километрах (по автотрассе в 29 километрах) к западу от города Реж, в истоке реки Воронина (левого притока реки Реж). В посёлке имеется система прудов. Через деревню проходит автотрасса Реж – Невьянск.

## Население
| 2002 | 2010 | 2021 |
| ---- | ---- | ---- |
| 92   | ↘37  | ↗49  |